# 碳青黴烯

碳青黴烯的主要結構。

碳青黴烯（carbapenems）是一类青霉烯的硫被次甲基取代的化合物，属于一种廣效性抗生素。通常被作為後線抗生素使用，治療嚴重的細菌感染。這類抗生素通常僅被用在多重抗藥性（MDR）細菌的治療上。常见者有：亚胺培南、美罗培南、厄他培南等。
碳青黴烯和盤尼西林、頭孢菌素等同為β-內醯胺類抗生素，作用機制為干擾細胞壁之肽聚糖的合成。不過碳青黴烯比起另外兩者而言，具備更為廣效的殺菌性，且其通常也不會被β-內醯胺酶分解，可用于革兰氏阳性、阴性需氧菌和厌氧菌所致的严重感染。
第一種碳青黴烯類抗生素是默克大藥廠開發的 thienamycin，其源自 Streptomyces cattleya。近年來，克雷伯氏肺炎菌、腸內細菌科等微生物逐漸演化出抗藥性。對一類後線抗生素具有抗藥性將使其難以被任何抗生素治癒。